# Désirée Bonis
Dirkje Elizabeth (Désirée) Bonis (Velsen, 9 juli 1959) is een Nederlands voormalig politicus en diplomaat. Sinds 2021 is Bonis de Nederlandse ambassadeur in Hongarije.

## Leven en werk
Bonis studeerde Geschiedenis en Spaans aan de Vrije Universiteit Amsterdam. Ook behaalde zij een MBA aan de British Open University. Zij vervulde diplomatieke functies in Egypte, Namibië, India en vervolgens die van Nederlands ambassadeur in Syrië (2006-2010). Daarna werd zij directeur van de directie Sub-Sahara Afrika op het ministerie van Buitenlandse Zaken.
Op de kandidatenlijst van de Partij van de Arbeid voor de Tweede Kamerverkiezingen van 2012 was Bonis de hoogste nieuwkomer, op plaats negen. Vanaf 20 september 2012 was zij lid van de Tweede Kamer der Staten-Generaal.
Op 13 juni 2013 maakte Bonis bekend per direct Tweede Kamer te verlaten. Als reden gaf zij dat de politiek haar niet bracht wat ze ervan verwacht had. Volgens haar bepaalde de VVD het buitenlandbeleid. Bonis was de Nederlandse ambassadeur in Marokko (2016-2020). In januari 2021 werd zij benoemd tot Tijdelijk Zaakgelastigde in Italië; in augustus van dat jaar tot ambassadeur in Hongarije.

## Persoonlijk
Bonis is getrouwd; haar echtgenoot is arabist (linguïstisch onderzoeker). Het echtpaar heeft twee dochters.